# Monstertruck

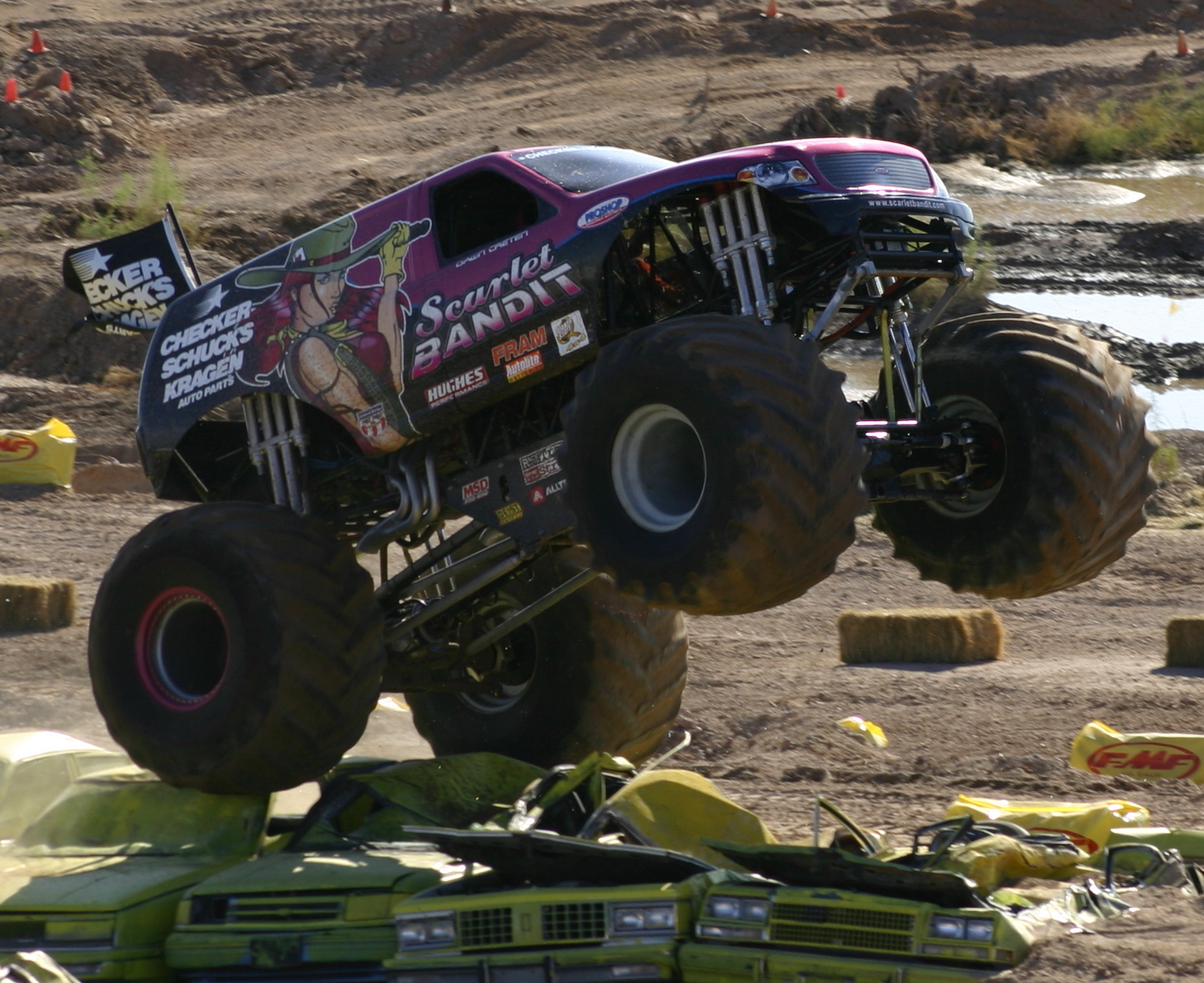
Scarlet Bandit plet een rij afgeschreven auto's

Een monstertruck is een voertuig met extreem grote wielen en bijbehorende wielophangingen. Het voertuig heeft vaak het uiterlijk van een pick-up. Monstertrucks worden gebruikt voor wedstrijden, sportevenementen of ter aanvulling op andere evenementen. Vaak worden auto's geplet onder de wielen. De monstertrucks kunnen over grote obstakels en barrières rijden, waardoor ze om veiligheidsredenen op afstand uitgeschakeld kunnen worden met zogenaamde Remote Ignition Interruptors (RII).
Wedstrijden werken volgens het knock-outsysteem waarbij steeds twee monstertrucks het tegen elkaar opnemen en de verliezer afvalt. Vaak eindigen wedstrijden met een freestyleronde. Coureurs mogen daarbij hun eigen route over het terrein uitstippelen. Er worden trucs getoond zoals donuts, de monstertrucks op twee wielen laten staan of bijzondere sprongen. Tijdens deze rondes wordt extra materiaal op het terrein geplaatst om te pletten onder de wielen, zoals campers en kleine vliegtuigen.

## Geschiedenis

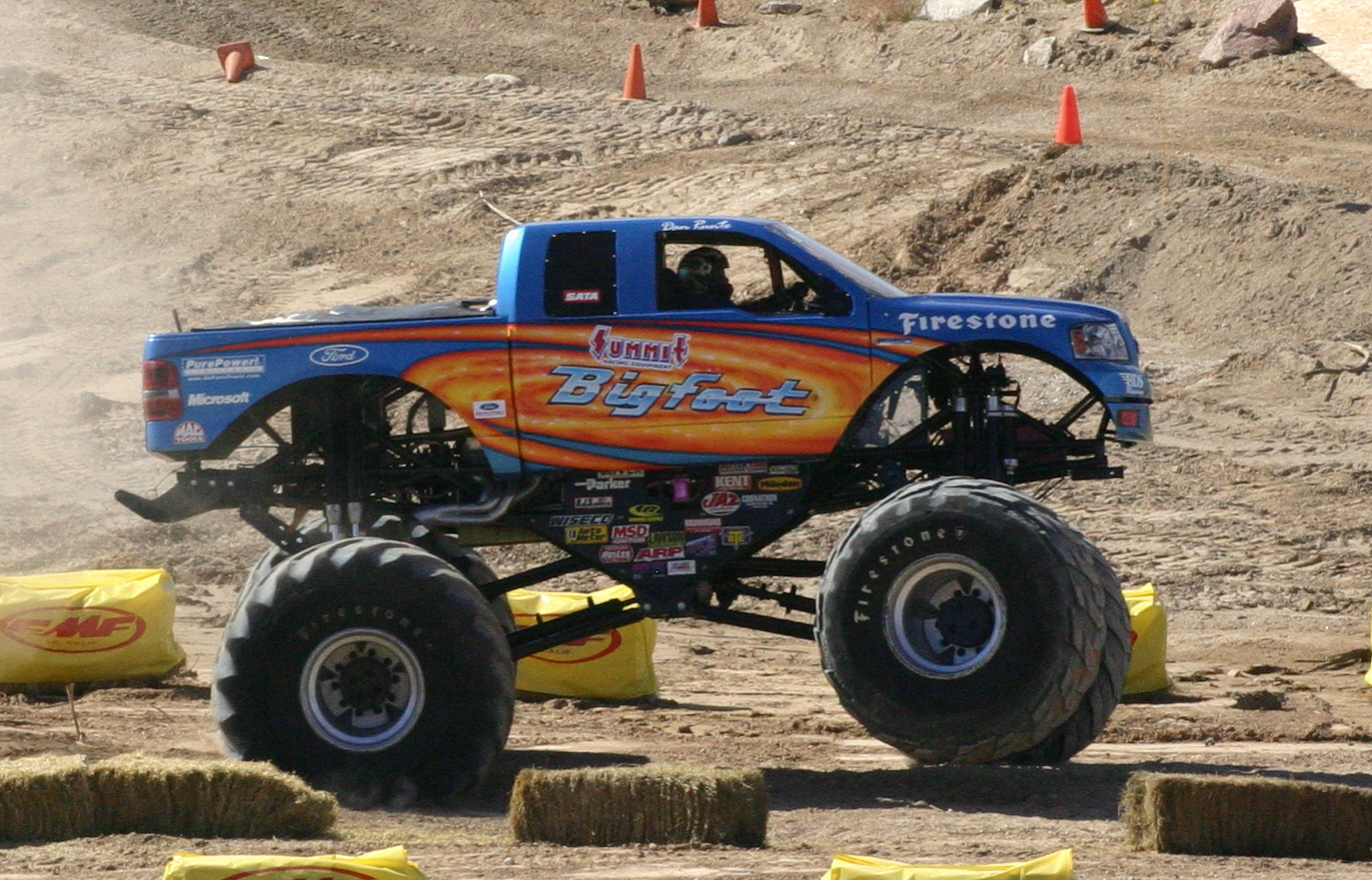
Bigfoot was de eerste monstertruck, hier afgebeeld een latere monstertruck met dezelfde naam

In de jaren 70 nam de populariteit van zowel het racen door modder, tractor pulling als het modificeren van pickups toe. Trucks werden hoger op hun wielen gezet om aan modderraces deel te nemen, waarna al snel wedstrijden volgden om de grootste trucks te bouwen. Bob Chandler bouwde met de Bigfoot de eerste echte monstertruck. In deze periode werden banden gebruikt met een diameter van 1,2 meter.
Chandler reed in 1981 met Bigfoot over auto's en was daarmee mogelijk de eerste die deze stunt uitvoerde met een monstertruck. Chandler had een winkel in materialen om voertuigen met vierwielaandrijving te modificeren. Hij liet video-opnames maken van de stunts die hij uitvoerde met Bigfoot en gebruikte deze opnames als promotiestunt voor zijn winkel. Een evenementenorganisator ontdekte de video en vroeg of Chandler zijn stunts voor een publiek wilde uitvoeren. Chandler maakte zich zorgen om het imago dat Bigfoot voor vernieling gebruikt werd, maar stemde uiteindelijk in. Tijdens een kleinere show zou Bob George de term monster truck hebben geïntroduceerd. George was eigenaar van motorsportorganisatiebureau Truck-a-Rama wat uit zou groeien tot de United States Hot Rod Association (USHRA). Na enkele kleinere shows trad Chandler op in de Pontiac Silverdome in 1982. Tijdens deze show gebruikte Chandler een nieuwe versie van Bigfoot met banden met een diameter van 1,7 meter.
Er is vaak discussie over welke monstertruck nu werkelijk als eerste over auto's heeft gereden. Jeff Dane zou met zijn monstertruck King Kong laat in de jaren 70 auto's geplet hebben. Een andere monstertruck, de High Roller (tegenwoordig bekend als Thunder Beast), zou in Washington auto's geplet hebben voordat Chandler dat met Bigfoot deed, hoewel deze claim nooit met bewijs is gestaafd. Monstertruck Cyclops zou ook eerder dan Bigfoot auto's geplet hebben. Maar de video die in Chandler's winkel ontdekt is, is het vroegste en geverifieerde bewijs van een monstertruck die auto's plet. Deze video dateert van april 1981.

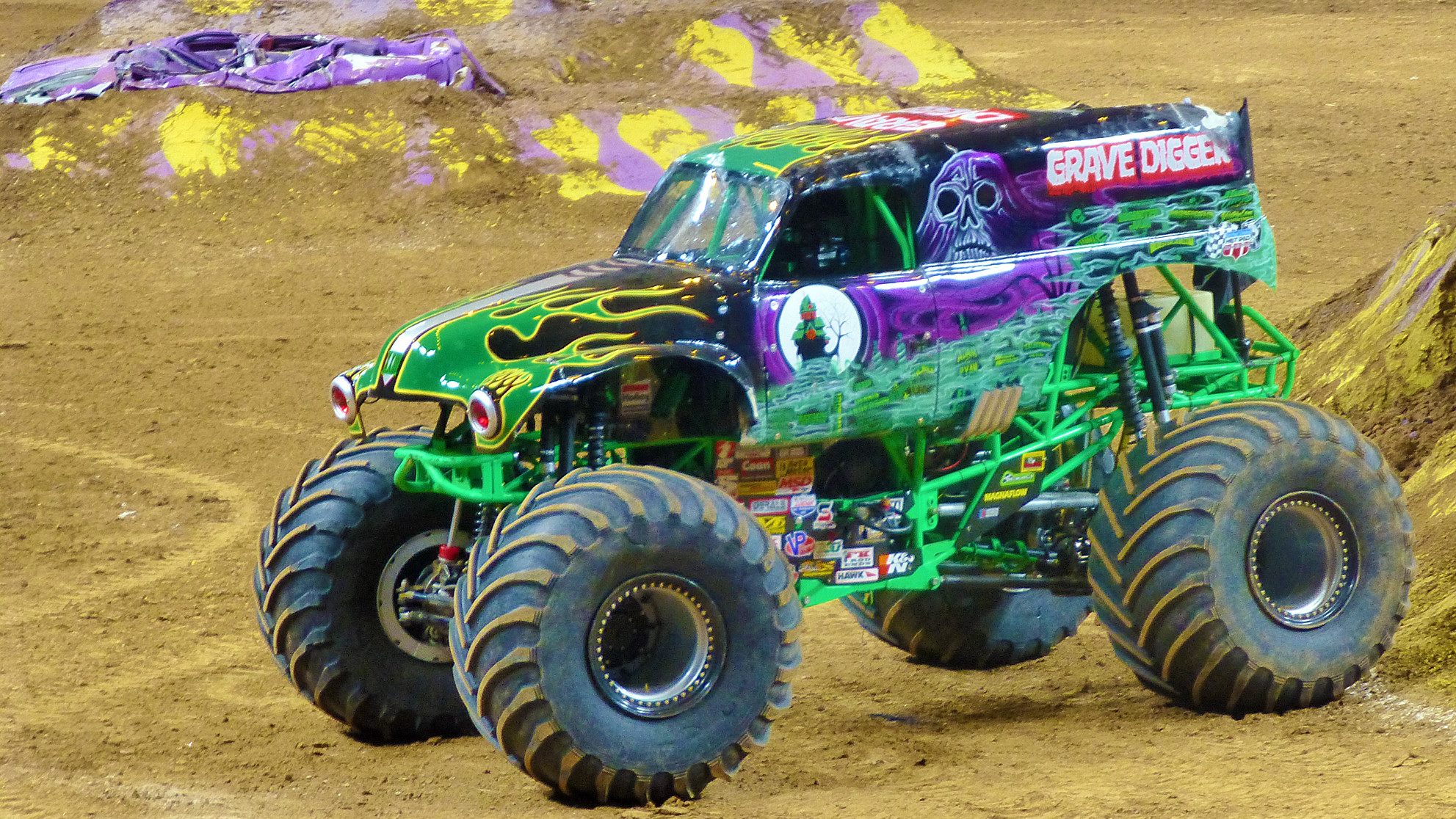
Grave Digger speelde een grote rol in het populariseren van freestyle

King Kong en Bear Foot volgden Bigfoot in een trend om nog grotere banden te gebruiken. Meer monstertrucks werden gebouwd, waaronder King Krunch, Maddog en Virginia Giant. Gedurende de jaren 80 werden monstertrucks voornamelijk gebruikt als aanvulling op evenementen. In 1985 begonnen organisaties zoals de USHRA en TNT Motorsports races te organiseren specifiek voor monstertrucks. Het waren dragraces op een terrein met obstakels. Door een race-element toe te voegen aan de evenementen zagen de bouwers van de deelnemende monstertrucks zich genoodzaakt om hun voertuigen te modificeren teneinde een voorsprong op te competitie te behalen.
In 1987 werd de Monster Truck Racing Association (MTRA) opgericht door Bob Chandler, George Carpenter en anderen. Doel van de organisatie was om regels te standaardiseren en de veiligheid te verbeteren.
Het eerste kampioenschap met punten, in 1988, versnelde de trend van modificaties. Verschillende nieuwe monstertrucks werden gebouwd met steeds nieuwe eigenschappen die de voertuigen beter geschikt maakten voor races. De Bigfoot VIII van Chandler bleek invloedrijk. Binnen enkele jaren hadden vrijwel alle monstertrucks van de grotere teams inspiratie bij elkaar opgedaan en beschikten veel voertuigen over dezelfde technieken.
In 1991 werd TNT Motorsports opgekocht door de USHRA. De wedstrijden die beide organisaties hielden, werden gefuseerd. De populariteit van het Special Events-kampioenschap nam toe bij deelnemende teams omdat uitnodiging tot deelname niet noodzakelijk was zoals bij het kampioenschap dat georganiseerd werd door de USHRA. In 1997 trok bedlinermerk Pendaliner zich terug als sponsor van Special Events. In 2000 startte het ProMT-kampioenschap maar deze klasse was slechts een kort leven beschoren.
Terwijl racen de belangrijkste competitievorm was, begon de USHRA in 1993 al met freestyle. Coureurs vroegen om extra tijd om stunts te vertonen wanneer ze tijdens het racen punten hadden laten liggen. Organisators zagen dat de fans genoten van de freestylerondes. Vanaf 2000 werd freestyle een onderdeel dat beoordeeld werd door een jury. Tegenwoordig is er zelfs een freestylekampioenschap.

## Ontwerp en techniek

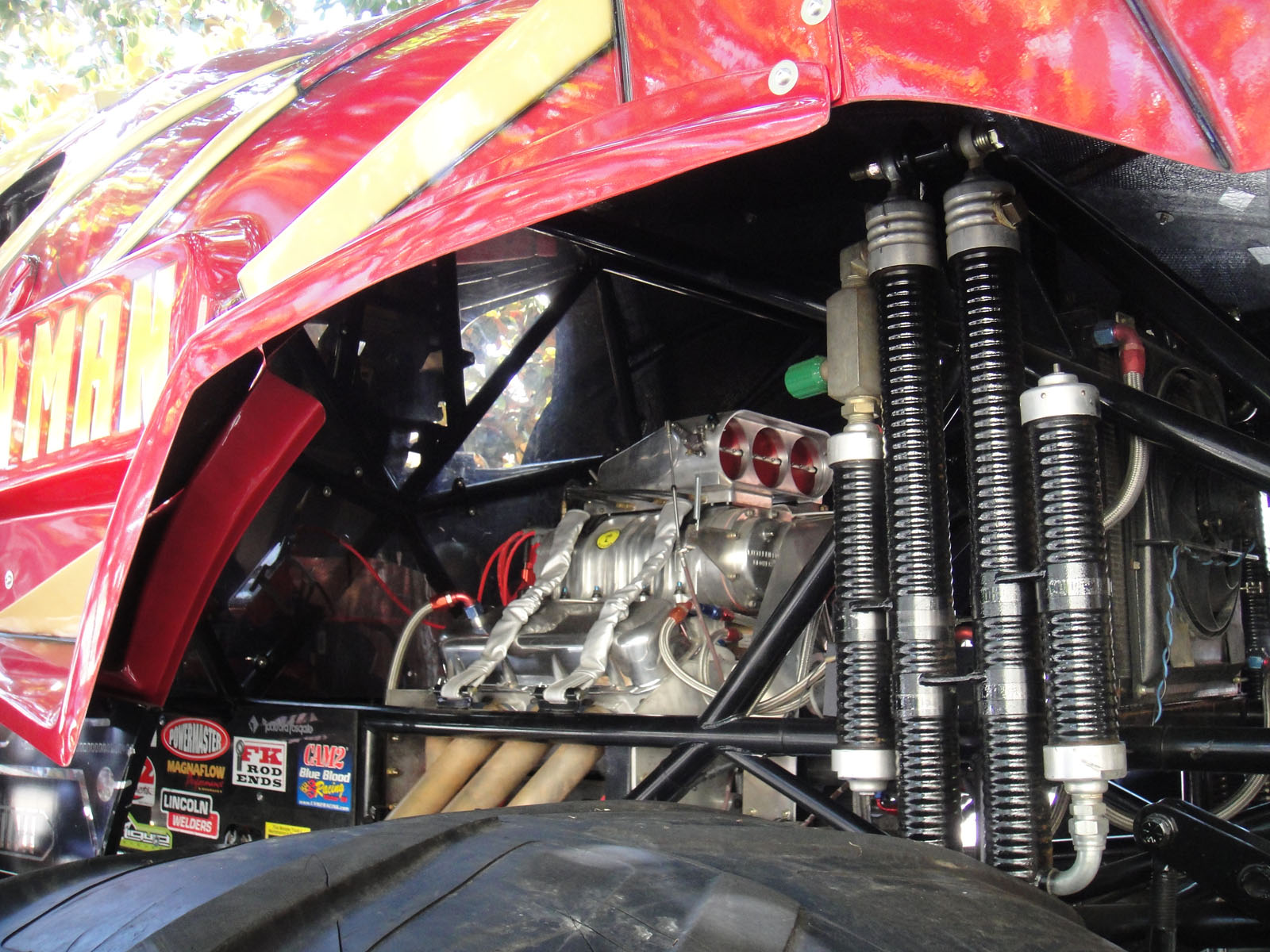
Motor en schokdemper van de Iron Man Monstergeddon

De eerste monstertrucks waren aangepaste versies van standaard chassis. Deze werden verstevigd en voorzien van bladveren en zware assen die oorspronkelijk ontwikkeld werden voor het leger. Aan het eind van 1988, het jaar waarin voor het eerst punten behaald werden bij een kampioenschap, presenteerden Gary Cook en David Morris de Equalizer. Deze monstertruck had drukveren in tegenstelling tot bladveren. In 1989 bouwde Jack Willman Sr. de monstertruck Taurus. Deze had een four-link-veersysteem en grote schokdempers waar de drukveren omheen waren gemonteerd (coilover). Het gewicht van de Taurus bedroeg bijna 4100 kg. Chandler kwam in 1989 met de Bigfoot VIII die een spaceframechassis had en extra lange (long-travel) wielophangingen met uitkragende liggers en schokdempers op stikstof om de vering te beheersen. Deze monstertruck was een ware revolutie en binnen enkele jaren bouwde vrijwel elk topteam monstertrucks met dezelfde eigenschappen. Men nam speciale frames in gebruik, carrosserieën van glasvezelversterkte kunststof en lichtere assen om zo het gewicht te drukken en hogere snelheden te behalen.
Moderne monstertrucks zijn geen echte trucks meer. Met glasvezelversterkte kunststof wordt vaak het uiterlijk van (pickup)trucks gegeven aan de voertuigen. Net achter de coureurs bevindt zich de motor. Die heeft doorgaans een supercharger en loopt op methanol, ethanol en/of maïsolie. De cilinderinhoud bedraagt tot meer dan 9 liter. De assen zijn afkomstig van militaire voertuigen of zwaardere voertuigen voor op de openbare weg zoals schoolbussen. Met behulp van planeetwielmechanismen en stuurbekrachtiging kunnen de wielen, alle vier, gedraaid worden. De banden zijn afkomstig van landbouwmachines en hebben vaak een afmeting van 1,7×1,1×0,6 meter. De meeste monstertrucks maken gebruik van een aangepast of speciaal voor monstertrucks ontworpen automatische versnellingsbak. Sommige monstertrucks gebruiken een versnellingsbak die oorspronkelijk ontworpen is voor dragracen. Veel automatische versnellingsbakken hebben modificaties zoals het in eerste versnelling én achteruitrijdversnelling tegelijk kunnen plaatsen zodat er een hydraulische druk wordt opgebouwd (transbrake).
Er zijn vele modificaties gedaan om de veiligheid te verbeteren. De monstertrucks beschikken over drie mechanismen om de voertuigen uit te schakelen; de RII, een schakelaar binnen handbereik van de coureur en een schakelaar aan de achterzijde waarmee de elektriciteit uitgeschakeld kan worden indien de monstertruck ondersteboven ligt. De coureur bevindt zich meestal midden in de cabine om zo het beste zicht te hebben. Veel cabines zijn afgeschermd met polycarbonaatglas voor betere zichtbaarheid en om de coureur te beschermen tegen puin. Bewegende delen zijn afgeschermd en onderdelen die onder druk staan zijn extra vastgezet. Coureurs dragen brandwerende kleding, helmen en andere hulpmiddelen om schade aan het lichaam te beperken.

## Ongevallen
Bij verschillende monstertruckevenementen hebben zich ongelukken voorgedaan. Daarbij vielen in totaal tientallen doden en honderden gewonden. Op 16 januari 2009 bijvoorbeeld kwam tijdens een Monster Jam-evenement in Tacoma een zesjarige toeschouwer om.  Op 5 oktober 2013 vond het ernstigste ongeluk tot nu toe plaats. In het Mexicaanse Ciudad Juárez kwam als gevolg van een remstoring een truck bij een stuntshow in het publiek terecht, hetgeen tot zeker 6 doden en tientallen gewonden leidde. Op 28 september 2014 vond eveneens een ernstig ongeval plaats. Toen belandde een monstertruck in het Nederlandse Haaksbergen in het publiek, met als gevolg drie doden en meer dan twintig gewonden.

## Lijst van computerspellen
- Bigfoot
- Bigfoot: Collision Course
- Big Rigs: Over the Road Racing
- Double Axle
- Monster 4x4: Masters of Metal
- Monster 4x4: World Circuit
- Monster Jam
- Monster Jam: Maximum Destruction
- Monster Jam: Path of Destruction
- Monster Jam: Urban Assault
- Monster Truck Madness
- Monster Truck Madness 2
- Monster Truck Rally
- Monster Trucks Nitro
- Monster Trux Extreme: Offroad Edition
- Monster Trux: Arenas
- Thunder Truck Rally